# Konopáč
Konopáč (německy Konopatsch) je vesnice a část města Heřmanův Městec v okrese Chrudim. Nachází se asi dva kilometry jihozápadně od Heřmanova Městce. Konopáč leží v katastrálním území Heřmanův Městec o výměře 12,03 km². Ve vesnici se nachází autokemp s přírodním koupalištěm na místě dřívějších Eliščiných lázní.